# Cleistophoma dryina
Cleistophoma dryina är en svampart som först beskrevs av Berk. & M.A. Curtis, och fick sitt nu gällande namn av Petr. & Syd. 1927. Cleistophoma dryina ingår i släktet Cleistophoma, divisionen sporsäcksvampar och riket svampar.   Inga underarter finns listade i Catalogue of Life.